# Horizon Nuclear Power
Horizon Nuclear Power ist ein im Jahre 2009 gegründetes Unternehmen des japanischen Hitachi-Konzerns mit Sitz in Gloucester, England. Ziel des Unternehmens ist der Neubau und Betrieb von Kernkraftwerken in Großbritannien.

## Geschichte
Großbritannien änderte um 2006 seine Energiepolitik und plante eine Verdoppelung seiner Atomstromkapazität von bisher 10,7 GW auf langfristig etwa 19 GW (Näheres hier).
Horizon Nuclear Power wurde 2009 als Gemeinschaftsunternehmen der deutschen Energiekonzerne RWE und E.ON, jeweils indirekt über ihre britischen Tochterunternehmen, gegründet.
Die Unternehmen Électricité de France (EdF), Horizon Nuclear Power und NuGeneration konnten an acht verschiedenen Standorten Bauplätze ersteigern. Horizon Nuclear Power sicherte sich Bauflächen für eine Erweiterung an den Standorten der bestehenden Kernkraftwerke Wylfa in Wales und Oldbury in den West Midlands. Im Oktober 2011 zahlte HNP für diese Fläche umgerechnet 230 Millionen Euro.
Am Standort Wylfa sollten entweder drei EPR oder vier AP1000 (Westinghouse) errichtet werden, in Oldbury zwei EPR oder drei AP1000. Der Baubeginn in Wylfa wurde für 2015, in Oldbury 2017 oder später prognostiziert. Die Neubaupläne an allen acht Standorten wurden am 18. Juli 2011 vom Parlament des Vereinigten Königreichs genehmigt.
Im Juli 2011 wurde bekannt, dass EON und RWE den AKW-Neubau überdachten. Milliardeninvestitionen wie im Fall Horizon, die sich erst in vielen Jahren auszahlten, seien den eigenen Investoren derzeit kaum noch zu vermitteln. Nach dem Atomausstieg 2011 in Deutschland (ausgelöst durch die Nuklearkatastrophe von Fukushima (ab März 2011)) hatte sich die Finanzlage der beiden Energiekonzerne verschlechtert.
RWE und E.ON gaben im März 2012 bekannt, dass sie sich aus dem Konsortium zurückziehen und einen Käufer für das Unternehmen suchen. Pläne für Kraftwerksneubauten in Großbritannien werden von RWE und E.ON damit nicht weiter verfolgt. Am 30. Oktober 2012 wurde bekanntgegeben, dass Hitachi Horizon für 696 Millionen Pfund Sterling übernehmen werde. Die Übernahme wurde am 26. November 2012 abgeschlossen.